# Melitaea supercaldaria
Melitaea supercaldaria är en fjärilsart som beskrevs av De Sagarra 1926. Melitaea supercaldaria ingår i släktet Melitaea och familjen praktfjärilar. Inga underarter finns listade i Catalogue of Life.